# Communication (Karl Bartos)
Communication è il primo album solista di Karl Bartos, pubblicato nel 2003.

## Tracce
Tutti i brani sono stati composti da Karl Bartos, tranne dove indicato
1. The Camera - 3:56
2. I'm the Message - 5:01
3. 15 Minutes of Fame (Bartos, Anthony Rother) - 4:10
4. Reality - 4:40
5. Electronic Apeman - 5:36
6. Life - 3:30
7. Cyberspace - 6:32
8. Interview - 4:43
9. Ultraviolet - 4:07
10. Another Reality - 3:26